# Fazantenhof
Fazantenhof  was een winkelcentrum in het noordwestelijke gedeelte van de Bijlmermeer in Amsterdam-Zuidoost. Het was gelegen onder de Bijlmerdreef, Flierbosdreef en de parkeergarage van Frissenstein.

## Geschiedenis

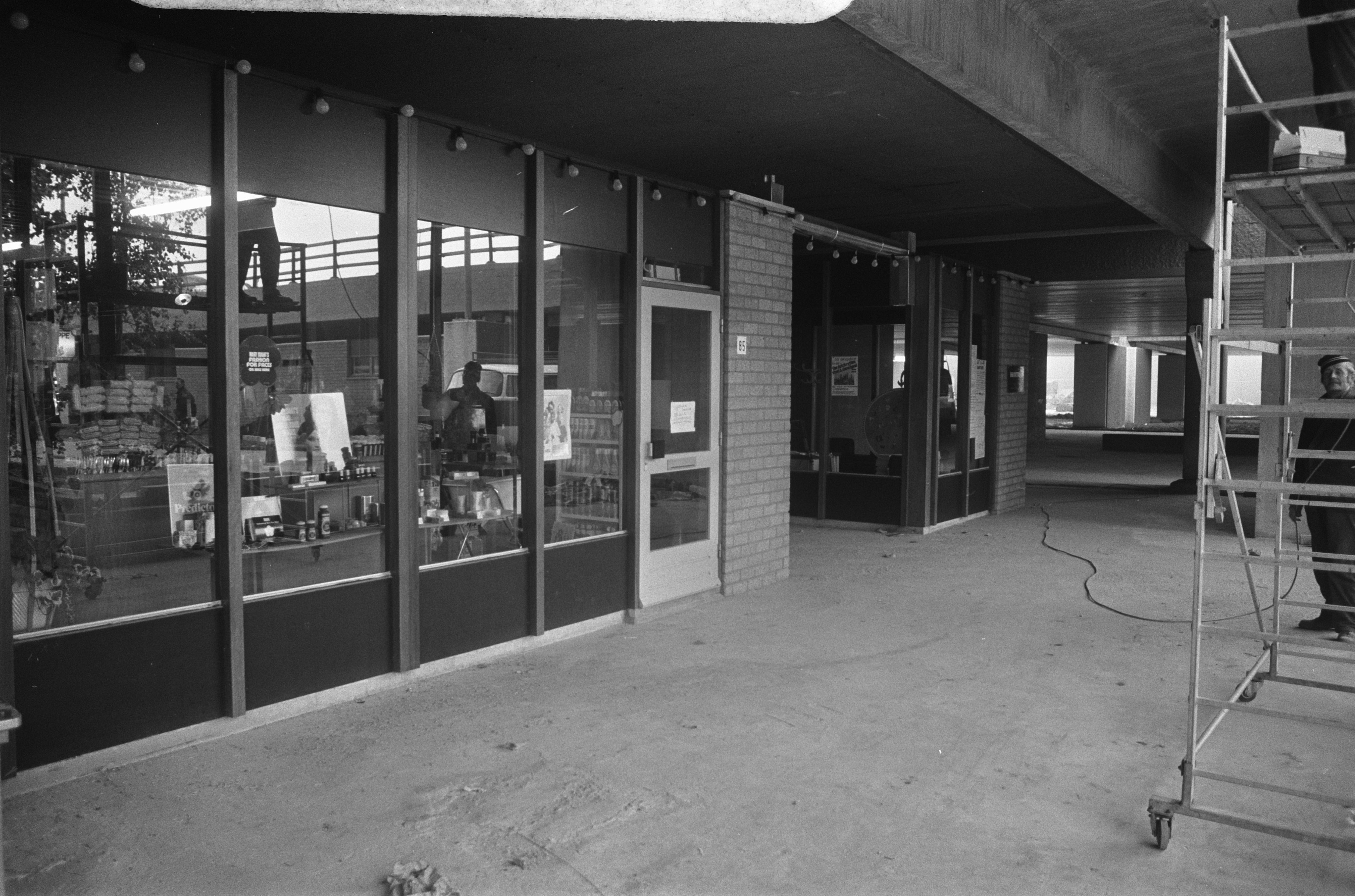
Winkelcentrum in 1975

De eerste flatgebouwen in dit gedeelte van de Bijlmermeer werden opgeleverd rond 1969. Voor de voorzieningen konden de bewoners aanvankelijk terecht bij het vlakbij gelegen aanloopcentrum aan het Bijlmerplein.
Met de toename van het aantal flatgebouwen kreeg de buurt in 1975 een eigen winkelcentrum waarbij het aanloopcentrum werd gesloten. Datzelfde jaar volgde ook een winkelcentrum in Ganzenhoef en in 1976 in Kraaiennest. Volgens de voor de Bijlmermeer toen geldende stedenbouwkundige inzichten was het winkelcentrum gelegen onder de dreven en de parkeergarage. Naast het winkelcentrum kwam een markt. Voor het winkelend publiek betekende de ligging dat men droog en zonder gevaar voor het wegverkeer kon winkelen.
Door de ligging kwam er echter maar weinig daglicht door. De vele donkere en loze ruimten en hoekjes maakten het een gewilde plaats voor onder andere criminelen, daklozen en junks. Dealers en harddruggebruikers gaven veel overlast voor winkeliers en winkelend publiek. De overlast van de drugshandel was wel minder dan in Ganzenhoef. In de jaren tachtig werd de leegstand in de Bijlmermeer een steeds groter probleem en verloor het winkelcentrum veel klanten. Vooral na sluitingstijd als de rolluiken gesloten waren was het vrijwel verlaten winkelcentrum een toevluchtsoord voor criminelen, daklozen, dealers en junks.
Toen in 1986 vlak naast de Fazantenhof het nieuwe grote winkelcentrum de Amsterdamse Poort werd geopend nam de belangstelling voor het winkelcentrum nog verder af. Nog geen 11 jaar na de opening sloten uiteindelijk alle winkels hun deuren en kwam het winkelcentrum leeg te staan. Na de laatste uitbreiding van de Amsterdamse Poort richting Flierbosdreef werd de parkeergarage van Frissenstein met het verlaten winkelcentrum in 1999-2000 gesloopt. Op deze plek staan sinds 2007 de woonblokken Fenice I en II, waarvan de zuidzijde ligt aan de Bijlmerdreef en de noordzijde aan de Claus van Amsbergstraat.
De naam Fazantenhof leeft nog voort in de markt die onder de naam "Fazantenmarkt" tot 2006 op het Bijlmerplein werd gehouden en daarna op het Anton de Komplein.